# 沙蠶亞目
沙蠶亞目（學名：Nereidiformia）是多毛綱足刺亞綱葉鬚蟲目之下的一個亞目。

## 分類
在較舊的分類系統中，本亞目作沙蠶目，後來與葉鬚蟲目合併。原來沙蠶目有幾個科（例如：浮蠶科）在合併後沒有再跟隨沙蠶亞目，而是被歸到名為「葉鬚蟲目下亞目地位未定」的一個臨時分類。這些被劃入臨時分類的包括在《中國動物志》無脊椎動物第33卷的齒吻沙蠶科。
截至2022年11月6日，本亞目包括下列七個科：
- Antonbruunidae Fauchald, 1977
- 金扇虫科 金扇虫科 Ehlers, 1864
- 海女蟲科 Hesionidae Grube, 1850
- Microphthalmidae Hartmann-Schröder, 1971
- 沙蠶科 Nereidae（英语：Nereidae） Blainville, 1818
- 白毛虫科 Pilargidae Saint-Joseph, 1899
- 裂蟲科 裂虫科 Grube, 1850